# Für dich dreh ich die Zeit zurück
Für dich dreh ich die Zeit zurück (auch: Im Takt der Erinnerung) ist eine österreichisch-deutsche Koproduktion aus dem Jahr 2017. Der unter der Regie von Nils Willbrandt entstandene Fernsehfilm wurde am 26. April 2017 im ORF und am 26. Mai 2017 im Ersten erstmals ausgestrahlt.

## Handlung
Erika und Hartmut sind seit vierzig Jahren verheiratet. Erika leidet unter fortschreitender Alzheimer-Demenz, ihre gemeinsamen Erinnerungen verschwinden nach und nach. Zusammen besuchen sie den Tanzclub ihrer Enkelin Helena und hören dabei zufällig Lieder aus den 1970er Jahren. Erika scheint plötzlich wieder jung und bewegt sich zum Schlager Daddy Cool, als hätte sie die Tanzschritte niemals vergessen. Danach fällt sie allerdings wieder in ihre eigene Welt zurück, trotzdem schöpft Hartmut Hoffnung. Wenn es ihm gelingen würde, die Siebziger wieder aufleben zu lassen, könnte er Erika, die Liebe seines Lebens, wieder zurückholen. Daher gestaltet er für sie gemeinsam mit seiner Enkelin Helena die Wohnung im Stil der 1970er Jahre um und tapeziert etwa die Wände mit Blümchenmuster. Währenddessen findet Helena, die mit Daniela in einer Beziehung ist und mit ihr gemeinsam den Club betreibt, heraus, dass sie schwanger ist. 
Hartmut scheint zunehmend mit der Situation überfordert, sein Sohn Thomas fordert ihn daher auf, Erika in ein Pflegeheim zu geben. Nachdem sich Hartmut weigert, lässt Thomas eine Sachwalterin die Situation überprüfen, diese ist jedoch begeistert davon, wie fürsorglich sich Hartmut um Erika kümmert und sieht keine Notwendigkeit einer Sachwalterschaft. In einem Zeitungsartikel wird über Hartmuts Situation berichtet, Hartmut erhält immer mehr Zuspruch von verschiedenen Seiten. Er träumt, dass sich auch Nachbarn und Bekannte an der Reise in die 1970er Jahre beteiligen und mit Erika und Hartmut zu Dschinghis Khan ein Straßenfest feiern, sieht jedoch ein, dass er nicht dauernd die Zeit zurückdrehen kann. Am nächsten Tag zeigt Erika ihrem Sohn Thomas und Hartmut ein Foto von ihrem Nachbarn Jochen. Es stellt sich heraus, dass Erika ein Verhältnis mit Jochen hatte und Jochen der Vater von Thomas ist. Hartmut hatte ebenfalls ein Verhältnis mit seiner Nachbarin Angi. Erika hatte sich allerdings in den 1970er Jahren trotz des gemeinsamen Kindes gegen Jochen und für Hartmut entschieden.
Erika kommt schließlich ins Pflegeheim, wo bei einem Besuch der Familie bei Helena die Wehen einsetzen. Hartmut sitzt an einer Bushaltestelle, als er ein Foto von Helena und ihrem Neugeborenen auf sein Handy erhält. In einer Traumsequenz hält Erika mit einem Autobus an seiner Haltestelle und nimmt ihn mit.

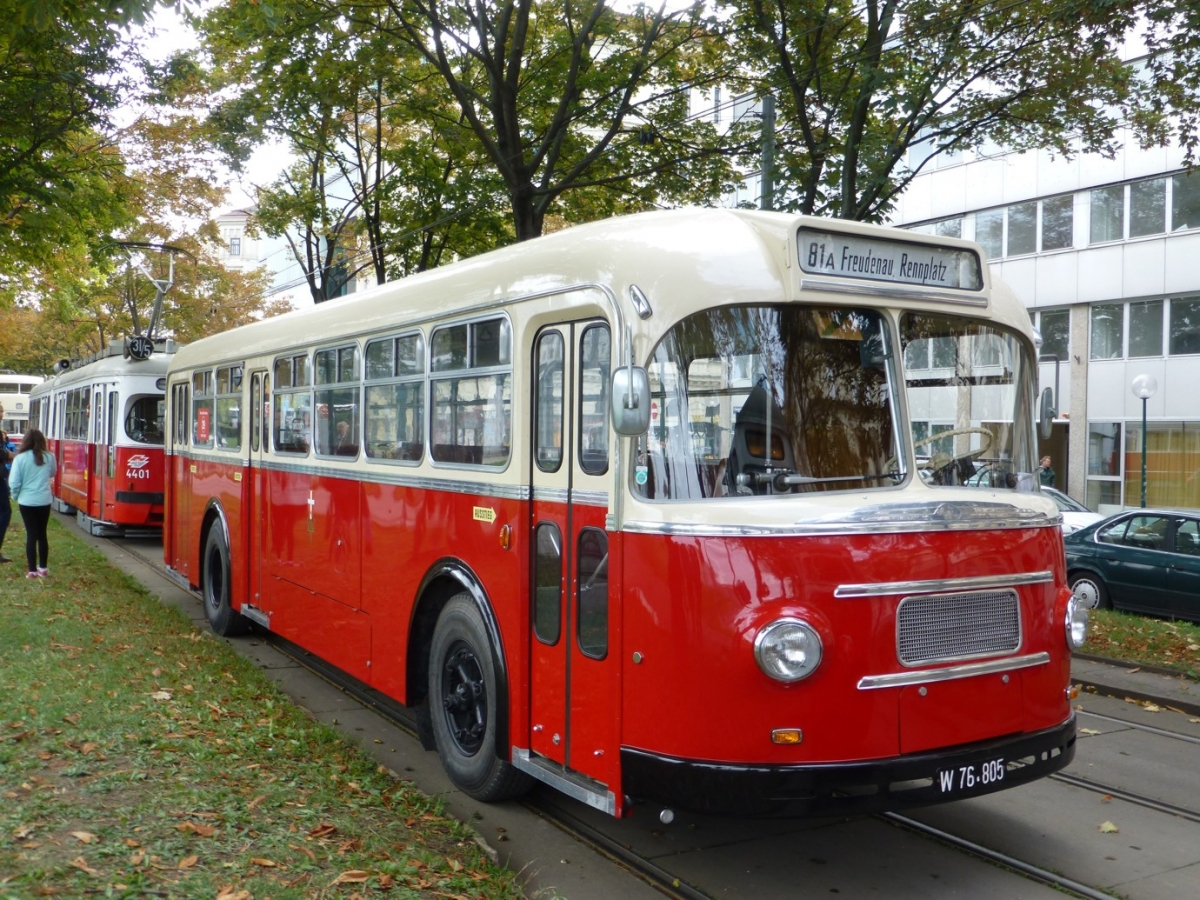
Der Autobus der Traumsequenz

## Produktion
Die Dreharbeiten fanden von 12. September bis Mitte Oktober 2016 in Wien und Umgebung statt, Drehort war unter anderem das Pflegeheim Baumgarten. Produziert wurde der Film von der Mona Film, beteiligt waren der Österreichische Rundfunk und die ARD (Degeto Film), unterstützt wurde die Produktion vom Fernsehfonds Austria und dem Filmfonds Wien. Für den Ton zeichnete Thomas Szabolcs verantwortlich, für die Ausstattung Verena Wagner und für das Kostümbild Caterina Czepek.
2013 produzierte Mona Film mit Die Auslöschung ebenfalls einen Film zum Thema Demenz.

## Filmmusik
- The Real Thing: You To Me Are Everything[9]
- Boney M: Daddy Cool
- Bob Dylan: Knockin' On Heaven's Door
- Neil Young: Heart of Gold
- Simon & Garfunkel: Scarborough Fair
- Abba: Dancing Queen
- Queen: Don’t Stop Me Now
- Pink Floyd: Wish You Were Here
- Roberta Flack: Killing Me Softly
- Fleetwood Mac/Santana: Black Magic Woman
- Jimi Hendrix: All Along The Watchtower
- Dschinghis Khan: Dschinghis Khan
- Elton John: Your Song
- Hildegard Knef: Halt mich fest
- Bee Gees: How Deep Is Your Love
- Bruce Springsteen: Born To Run
- The Cinematic Orchestra: To Build A Home[9]

## Rezeption

### Kritiken
Rainer Tittelbach von tittelbach.tv bezeichnete den Film als den bislang besten ARD-Freitagsfilm in diesem Jahr und lobte neben Regisseur, Szenenbild, Kostüm, Kamera und Schnitt auch die bis in die Nebenrollen vorzügliche Besetzung. Der köstliche Film sei viel mehr als nur eine Zeitreise, mache viel gute Gefühle und würde selbst einem Kritiker eine Träne in den Augenwinkel zaubern.
Main-Echo und RP Online befanden, dass der Film an Good Bye, Lenin! erinnere.
tvspielfilm.de urteilte: „Launiges Sozialmärchen mit Herz, Musik und Witz“. Manches sei hart am Kitsch. Zum Glück verpacke das bis in die Nebenfiguren tolle Ensemble das ernste Thema einerseits nachdenklich, aber mit viel Wiener Schmäh, Bollywood-Zitaten und einer gehörigen Portion Irrwitz märchenhaft amüsant.

### Quote
In Deutschland wurde der Film bei Erstausstrahlung von 2,58 Millionen Personen gesehen, der Marktanteil betrug zehn Prozent.

## Auszeichnungen und Nominierungen
- 2017: Fernsehfilmfestival Baden-Baden – Nominierung für den Fernsehfilmpreis der Deutschen Akademie der Darstellenden Künste und den 3sat-Zuschauerpreis[14]
- 2018: Nominierung für den 50. Fernsehpreis der Österreichischen Erwachsenenbildung in der Kategorie Fernsehfilm[15]
- 2018: Seoul International Drama Awards – Auszeichnung in der Kategorie Best Writer (Uli Brée, Klaus Pieber)[16][17]